# Connarus championii
Connarus championii är en tvåhjärtbladig växtart som beskrevs av Thw.. Connarus championii ingår i släktet Connarus och familjen Connaraceae. Inga underarter finns listade i Catalogue of Life.